# 21. Infanterie-Division (Wehrmacht)
Die 21. Infanterie-Division war ein Großverband des Heeres der deutschen Wehrmacht.

## Geschichte

### Aufstellung
Der Divisionsstab der 21. Infanterie-Division wurde am 1. Oktober 1934 unter der Bezeichnung „Kommandant von Elbing“ – eine Tarnbezeichnung zur Verschleierung der Reichswehrerweiterung – in Elbing im Wehrkreis I (Ostpreußen), gebildet. Die Infanterie-Regimenter wurde aus dem 3. (Preußischen) Infanterie-Regiment der 1. Division der Reichswehr gebildet. Am 15. Oktober 1935 wurde der Stab offiziell in 21. Infanterie-Division umbenannt.

### Polenfeldzug
Beim Überfall auf Polen im September 1939 überschritt die Division die Ossa, eroberte im Verband des XXI. Armeekorps Graudenz und überschritt den Narew. Im Verband des I. Armeekorps marschierte die Division weiter über Białystok in den Raum Wolkowysk. Im Oktober zur besonderen Verwendung der Heeresgruppe Nord gestellt, verlegte sie im November nach Westen in die Eifel.

### Westfeldzug
1940 nahm die Division am Westfeldzug teil. Aus dem Raum Bitburg durch Luxemburg und Belgien stieß sie im Verband des XVIII. Armeekorps in den Raum Mezieres-Charleville vor, kämpfte im Juni im Verband des XIII. Armeekorps bei Rethel. Nach dem Durchbruch und weiterer Verfolgung bis in den Raum Chalon-sur-Saône verlegte die Division im September 1940 nach Ostpreußen und wurde dem I. Armeekorps/18. Armee unterstellt.

### Unternehmen Barbarossa
Im Juni 1941 griff die Division im Verband des I. Armeekorps aus dem Raum Tilsit Richtung Litauen an, überschritt bei Jakobstadt die Düna, kämpfte bei Ostrow, Porchow und Dno und erreichte schließlich den Ilmensee. Es folgten Angriffskämpfe bei Grusino, am Wolchow-Übergang im Verband des XXXIX. Armeekorps (mot.) und schließlich Abwehrkämpfe und Absetzen auf das Westufer des Wolchow an der Tigodamündung.
Von Januar bis Mai 1942 hielt die Division Stellungen am Wolchow, nahm anschließend an den Abwehrschlachten bei Kirischi teil, und verteidigte ab September unter dem XXVIII. Armeekorps erneut aus Stellungen am Wolchow.
Mit Jahresbeginn 1943 begann die Zweite Ladoga-Schlacht im Raum Mga um das Höhengelände von Sinjawino südlich des Ladogasees. Es folgten von März bis Juli Stellungskämpfe im Newa-Abschnitt, dann Abwehrkämpfe im Raum Mga (Dritte Ladoga-Schlacht). Teile der Division standen um Oranienbaum-Peterhof am Brückenkopf von Oranienbaum im Gefechtseinsatz.
1944 erfolgte unter Abwehrkämpfen der Rückzug auf Pskow, im Juli ins Baltikum. Die Division kämpfte bei Riga und verlegte im Oktober in den Raum Tauroggen, wo sie im Verband des XXXXI. Panzer-Korps an den Stellungskämpfen im Raum Goldap teilnahm.
1945 erfolgte der Rückzug über Masuren im Raum Heilsberg und Preußisch Eylau, anschließend der Rückzug an das Frische Haff im Verband des XX. und XXVI. Armeekorps. 

### Aufgerieben
In den Endkämpfen bei Pillau ging die Division unter.

### Gefechte
|                                        |                                                                                       |  |  |
| Datum                                  | Operationen                                                                           |  |  |
| 1.–3. September 1939                   | Erstürmung der Festung Graudenz                                                       |  |  |
| 4.–10. September 1939                  | Erstürmung der Befestigung von Nowogrod                                               |  |  |
| 11.–13. September 1939                 | Gefechte südlich Zambrow                                                              |  |  |
| 14.–18. September 1939                 | Kämpfe um Białystok und ostwärts                                                      |  |  |
| 18. Oktober 1939 bis 9. Mai 1940       | Verwendung im Operationsgebiet der Westfront                                          |  |  |
| 11.–17. Mai 1940                       | Vormarsch durch Luxemburg, Belgien bis zur Aisne                                      |  |  |
| 18.–20. Mai 1940                       | Einnahme von Rethel                                                                   |  |  |
| 21. Mai bis 8. Juni 1940               | Abwehrkämpfe an der Aisne                                                             |  |  |
| 9.–10. Juni 1940                       | Gewaltsamer Aisne-Übergang bei Rethel                                                 |  |  |
| 11.–13. Juni 1940                      | Durchbruchskämpfe am Suippe-Abschnitt                                                 |  |  |
| 14.–17. Juni 1940                      | Verfolgungskämpfe durch die Champagne u. über den Rhein-Marne-Kanal                   |  |  |
| 18.–25. Juni 1940                      | Verfolgungskämpfe beiderseits Côte d’Or                                               |  |  |
| 26. Juni bis 10. September 1940        | Sicherung der Demarkationslinie und Besatzungstruppe                                  |  |  |
| 11. September 1940 bis 21. Juni 1941   | Verwendung im Heimatkriegsgebiet der Ostfront                                         |  |  |
| 22.–29. Juni 1941                      | Grenzkämpfe in Litauen                                                                |  |  |
| 22.–25. Juni 1941                      | Durchbruch durch die Grenzstellungen                                                  |  |  |
| 25.–27. Juni 1941                      | Durchbruch durch die Venta-Dubyssa-Stellung und Einnahme von Schaulen (Šiauliai)      |  |  |
| 27. Juni bis 10. Juli 1941             | Eroberung von Riga und Kämpfe zwischen Düna und Welikaja                              |  |  |
| 10. Juli bis 23. September 1941        | Vorstoß über die alte russische Reichsgrenze und Operationen südlich des Ilmensees    |  |  |
| 16.–19. Juli 1941                      | Kämpfe am Porchow und Don                                                             |  |  |
| 20. Juli bis 9. August 1941            | Angriff über den Schelon bis zur Mschaga                                              |  |  |
| 10.–20. August 1941                    | Operationen gegen Leningrad                                                           |  |  |
| 10.–13. August 1941                    | Durchbruch durch die Mschaga-Stellung                                                 |  |  |
| 10.–17. August 1941                    | Eroberung von Nowgorod                                                                |  |  |
| 10.–24. August 1941                    | Schlacht bei Nowgorod                                                                 |  |  |
| 18.–20. August 1941                    | Vorstoß bis zur Bahnlinie Leningrad – Moskau                                          |  |  |
| 21. August bis 15. Oktober 1941        | Abwehrkämpfe zwischen Ilmen- und Ladogasee                                            |  |  |
| 16. Oktober bis 27. November 1941      | Vorstoß auf Tichwin und Wolchowstroj sowie Kämpfe um Tichwin                          |  |  |
| 16. Oktober bis 15. November 1941      | Vorstoß auf Wolchowstroj und Grusino                                                  |  |  |
| 16. November bis 18. Dezember 1941     | Abwehrkämpfe am Wolchow und zwischen Wolchowstroj und Grusino                         |  |  |
| 19.–27. Dezember 1941                  | Abwehrkämpfe bei Wolchowstroj und Ausweichen in die Stellungen südlich des Ladogasees |  |  |
| 28. Dezember 1941 bis 30. Juni 1942    | Kampf zwischen Ilmen- und Ladogasee                                                   |  |  |
| 28. Dezember 1941 bis 10. Mai 1942     | Abwehrkämpfe im Brückenkopf Kirischi und Sokoly-Moor                                  |  |  |
| 28. Dezember 1941 bis 30. Juni 1942    | Abwehr des feindlichen Einbruchs an der Tigoda-Mündung                                |  |  |
| 10. März bis 10. Mai 1942              | Abwehr des feindlichen Durchbruchangriffs aus dem Pogostjeraum auf Ljuban             |  |  |
| 8.–21. Mai 1942                        | Abwehr des feindlichen Angriffs auf Lipowik                                           |  |  |
| 22. Mai bis 30. Juni 1942              | Stellungskämpfe am Wolchow und im Pogostjeraum                                        |  |  |
| 1. Juli 1942 bis 13. Januar 1944       | Stellungskämpfe im Bereich der Heeresgruppe Nord                                      |  |  |
| 1. Juli bis 19. September 1942         | Abwehrkämpfe im Wolchow-Brückenkopf Kirischi                                          |  |  |
| 27. August bis 3. September 1942       | 1. Abwehrschlacht südlich des Ladogasees                                              |  |  |
| 20. September 1942 bis 11. Januar 1943 | Stellungskämpfe zwischen Grusino und Kirischi und am Wolchow                          |  |  |
| 12. Januar bis 31. März 1943           | 2. Abwehrschlacht südlich des Ladogasees                                              |  |  |
| 1. April bis 15. Mai 1943              | Abwehrkämpfe im Raum Maluxo – Gaitolowo                                               |  |  |
| 15. Mai bis 21. Juli 1943              | Abwehrkämpfe an der Newa zwischen Mga und Kolpino-Fluss                               |  |  |
| 22. Juli bis 24. September 1943        | 3. Abwehrschlacht südlich des Ladogasees                                              |  |  |
| 25. September 1943 bis 13. Januar 1944 | Stellungskämpfe im Raum Tschudowo-Grusino                                             |  |  |
| 14. Januar bis 23. April 1944          | Abwehrschlachten in Nord-Russland und vor den Baltischen Ländern                      |  |  |
| 14. Januar bis 1. März 1944            | Abwehrschlacht vor Nowgorod und Leningrad, Rückzugskämpfe auf Pskow und Narwa         |  |  |
| 4.–12. März 1944                       | 1. Abwehrschlacht bei Ostroff und Pskow                                               |  |  |
| 31. März bis 17. April 1944            | 2. Abwehrschlacht bei Pskow                                                           |  |  |
| 24. April bis 21. Juni 1944            | Stellungskämpfe im Bereich der Heeresgruppe Nord                                      |  |  |
| 24. April bis 21. Juni 1944            | Abwehrkämpfe südlich Pskow und an der Welikaja                                        |  |  |
| 22. Juni bis 26. Juli 1944             | Abwehrschlachten vor und in den Baltischen Ländern                                    |  |  |
| 22. Juni bis 26. Juli 1944             | Abwehrschlacht zwischen Pskow und Ostrow, Rückzugskämpfe zwischen Peipussee und Walk  |  |  |
| 6. Oktober 1944 bis 28. April 1945     | Abwehrschlachten um Ostpreußen                                                        |  |  |
| 6.–13. Oktober 1944                    | Abwehrschlacht bei Raseinen und Tauroggen                                             |  |  |
| 14.–28. Oktober 1944                   | Stellungskämpfe an der Memel beiderseits Tilsit                                       |  |  |
| 29. Oktober 1944 bis 17. Januar 1945   | Abwehr- und Rückzugskämpfe in Ostpreußen bis zur Heilsberg-Stellung                   |  |  |
| 31. Januar bis 28. März 1945           | Schlacht um Heiligenbeil und Balga                                                    |  |  |
| 29. März bis 16. April 1945            | Schlacht um Königsberg-Fischhausen                                                    |  |  |
| 17.–28. April 1945                     | Abwehrkämpfe in Pillau und auf der Frischen Nehrung                                   |  |  |

### Unterstellung und Einsatzräume
|                |         |                |              |                           |
| Datum          | Korps   | Armee          | Heeresgruppe | Einsatzraum               |
| September 1939 | XXI     | 3. Armee       | Nord         | Ostpreußen, Polen         |
| Oktober 1939   | Reserve |                | Nord         | Polen                     |
| November 1939  | III     | 12. Armee      | A            | Eifel                     |
| März 1940      | XVIII   | 12. Armee      | A            | Eifel, Luxemburg          |
| Juni 1940      | XIII    | 12. Armee      | A            | Aisne, Marne              |
| Juli 1940      | XVIII   | 12. Armee      | C            | Frankreich                |
| August 1940    | XXVII   | 12. Armee      | C            | Frankreich                |
| September 1940 | I       | 18. Armee      | B            | Ostpreußen                |
| Mai 1941       | I       | 18. Armee      | C            | Ostpreußen                |
| Juni 1941      | I       | 18. Armee      | Nord         | Tilsit, Wolchow           |
| September 1941 | I       | 18. Armee      | Nord         | Murmanskbahn              |
| Dezember 1941  | I       | 18. Armee      | Nord         | Wolchow                   |
| Mai 1942       | XXVIII  | 18. Armee      | Nord         | Ladoga                    |
| Februar 1943   | XXVI    | 18. Armee      | Nord         | Ladoga                    |
| April 1943     | LIV     | 18. Armee      | Nord         | Ladoga                    |
| September 1943 | XXVI    | 18. Armee      | Nord         | Ladoga                    |
| Oktober 1943   | XXXVIII | 18. Armee      | Nord         | Wolchow                   |
| November 1943  | XXVIII  | 18. Armee      | Nord         | Wolchow                   |
| Januar 1944    | XXVIII  | 18. Armee      | Nord         | Pskow, Walk, Riga         |
| Oktober 1944   | IX      | 3. Panzerarmee | Mitte        | Tilsit                    |
| November 1944  | Reserve | 4. Armee       | Mitte        | Ostpreußen                |
| Dezember 1944  | XXXIX   | 4. Armee       | Mitte        | Ostpreußen                |
| Januar 1945    | XXXXI   | 4. Armee       | Mitte        | Ostpreußen                |
| Februar 1945   | XX      | 4. Armee       | Nord         | Ostpreußen (Heiligenbeil) |
| April 1945     | XXVI    |                |              | Ostpreußen (Pillau)       |

## Gliederung (22. Juni 1941)
- Infanterie-Regiment 3
- Infanterie-Regiment 24
- Infanterie-Regiment 45
- Artillerie-Regiment 21
- Aufklärungs-Abteilung 21
- Panzerjäger-Abteilung 21
- Pionier-Bataillon 21
- Nachrichten-Abteilung 21
- Nachschubführer 21[1]

Siehe auch: Gliederung einer Infanterie-Division der Wehrmacht

## Kommandeure
|                 |                      |                                       |  |
| Dienstgrad      | Name                 | Dauer                                 |  |
| Generalleutnant | Albert Wodrig        | 1. Oktober 1934 bis 10. November 1938 |  |
| Generalleutnant | Kuno-Hans von Both   | 1. September bis 20. Oktober 1939     |  |
| Generalleutnant | Otto Sponheimer      | 1. November 1939 bis April 1942       |  |
| Generalleutnant | Wilhelm Bohnstedt    | April 1942                            |  |
| Generalleutnant | Otto Sponheimer      | April 1942 bis 10. Januar 1943        |  |
| Generalleutnant | Gerhard Matzky       | 10. Januar bis 1. Oktober 1943        |  |
| Oberst          | Hubert Lamey         | 1. Oktober bis Dezember 1943          |  |
| Generalleutnant | Gerhard Matzky       | Dezember 1943 bis 1. März 1944        |  |
| Generalmajor    | Franz Sensfuß        | 1. März bis 28. März 1944             |  |
| Generalleutnant | Hermann Foertsch     | 28. März bis 22. August 1944          |  |
| Generalmajor    | Heinrich Götz        | 22. August bis 25. September 1944     |  |
| Oberst          | Hengersdorff         | 25. September bis Oktober 1944        |  |
| Oberst          | Eberhard Scharenberg | Oktober bis 12. Dezember 1944         |  |
| Oberst          | Beyse                | 12. Dezember 1944 bis 14. Januar 1945 |  |
| Generalmajor    | Heinrich Götz        | 15. Januar bis 31. März 1945          |  |
| Generalmajor    | Karl Koetz           | 1. April bis 8. Mai 1945              |  |

## Ritterkreuzträger
48 Angehörige der Division wurden während ihrer Zugehörigkeit zum Verband mit dem Ritterkreuz ausgezeichnet.

## Bekannte Divisionsangehörige
- Horst Hildebrandt (1919–1989), war von 1973 bis 1979, als Generalleutnant Inspekteurs des Heeres